# José Alberto Hermógenes
José Alberto Hermógenes de Souza (Salvador, 1 de outubro de 1944 - Salvador, 22 de agosto de 2021) foi um médico sanitarista, considerado um dos principais articuladores da Reforma Sanitária brasileira, que resultou no Sistema Único de Saúde – SUS aprovado na Assembleia Nacional Constituinte de 1987-1988. Foi secretário de Saúde da Bahia e secretário-geral do Ministério da Saúde nas gestões dos Ministros Roberto Santos e Jamil Haddad.

## Atuação na saúde pública
Formado pela Faculdade de Medicina da Universidade Federal da Bahia, em 1968. Ingressou na Fundação SESP (Serviço Social de Saúde Pública) na qual veio a ser presidente. Começou na SESP na unidade de Bom Jesus da Lapa - Bahia, seguindo depois os municípios de Juazeiro, Itajuípe e Itabuna estes já exercendo função de chefia de serviço. Na sua atuação clínica, assistiu muitos pacientes como tuberculose e hanseníase. No seu período na FSESP, realizou especialização em Saúde Pública na Fundação Osvaldo Cruz, no Rio de Janeiro.
Na década de 1970, Hermógenes foi diretor do Centro de Treinamento da Secretaria de Saúde da Bahia, assumindo o cargo de Secretário de maio de 1978 a março de 1979 no governo de Roberto Santos. Desde esse período, é referido com grande articulador e renovador nas instituições por onde passou  uma liderança firme, mas de "jeito manso", valorizando os então chamados "jovens sanitaristas".
Após seu mandato de Secretário, Hermógenes mudou-se com a família para Brasília e assumiu a Coordenação do Programa de Interiorização das Ações de Saúde e Saneamento (PIASS) no Ministério da Saúde. Em março de 1980, foi um dos debatedores do painel sobre "Modelos de Serviços Básicos de Saúde e sua Articulação com os Demais Níveis de Atendimento" na 7ª Conferência Nacional de Saúde, evento que foi um marco para discussão sobre a atenção primária da saúde no país.
No governo de José Sarney, em 1985, foi Presidente da Fundação Sesp - Serviço Social de Saúde Pública, quando o ministro da Saúde era Carlos Sant'ana. Em 1986, quando Roberto Santos tornou-se ministro da Saúde (1986-1987), foi convidado a assumir a Secretaria Geral da pasta. Foi o Coordenador da Comissão Nacional da Reforma Sanitária, constituída por recomendação da 8ª Conferência Nacional de Saúde, tendo elaborado o texto-base do capítulo da Saúde da Constituição Federal de 1988, que criou o Sistema Único de Saúde – SUS. A comissão contava ainda com outras personalidades consideradas, como ele, norteadoras dos princípios do SUS, como Sérgio Arouca, Arlindo Fábio e Hésio Cordeiro.
Após o governo Sarney, Hermógenes, empolgado com a luta em favor do fortalecimento da produção estatal de medicamentos, retornou à Bahia para assumir a Presidência da Bahiafarma – empresa de medicamentos do governo da Bahia, quando era governador Waldir Pires e secretário Luiz Umberto Pinheiro, mas continuou participando das articulações nacionais para implantação do SUS.
Em 1991, com o impeachment de Fernando Collor, assumiu seu vice Itamar Franco, que convidou Jamil Haddad para Ministro da Saúde (1992-1993). Hermógenes, a convite do novo ministro, assumiu novamente como Secretário-Geral, participando ativamente da criação da política dos medicamentos genéricos no país.
Na década de 1990, atuou na área de autogestão em saúde das caixas de assistência da FSESP (CAPESESP) e do Banco do Brasil (Cassi), sendo Diretor de Previdência e Assistência da CAPESESP e Gerente Nacional de Saúde da Cassi.
Após a vitória do PT nas eleições de 2002, Hermógenes foi convidado pelo ministro Humberto Costa para assumir a Secretaria de Ciência, Tecnologia e Insumos Estratégicos, cargo em que voltou a defender e apoiar o desenvolvimento da indústria nacional de medicamentos e da produção estatal de medicamentos e insumos essenciais, a exemplo da implantação da fábrica de preservativos no Acre utilizando matéria-prima nacional. Em 2004, deixou o cargo por pressão de aliados políticos do governo, interessados no orçamento da secretaria que dirigia a política de medicamentos.
Para continuar em atividade, participou de processo seletivo para o cargo de Gerente da Cassi em Sergipe, onde permaneceu até 2007, ano em que se aposentou.
Faleceu em Salvador, em 22 de agosto de 2021, em consequência de sequelas de Covid-19. Diversas instituições de Saúde, como a Fiocruz -Fundação Oswaldo Cruz, CNS - Conselho Nacional de Saúde, SESAB - Secretaria de Saúde da Bahia, Abrasco - Associação Brasileira de Saúde Coletiva, ISC/UFBA - Instituto de Saúde Coletiva, da UFBA, Agência de Notícia da Aids, ABMMD - Associação Brasileira de Médicos e Médicas pela Democracia e o Cremeb - Conselho Regional de Medicina da Bahia divulgaram manifestações de pesar, destacando a sua dedicação por toda vida à defesa do direito universal à saúde e à criação e consolidação do Sistema Único de Saúde (SUS). 
A notícia de sua morte repercutiu também internacionalmente, em particular devido à sua identificação como um dos criadores do SUS e ser mais uma dentre as centenas de milhares de vítimas fatais da Covid no Brasil.
Em 2025, na comemoração dos 100 anos da SESAB - Secretaria de Saúde da Bahia, Hermógenes foi homenageado. Sua filha Maria Júlia, Analista de Gestão da FIOCRUZ - Bahia, recebeu das mãos do governador baiano, Jerônimo Rodrigues, uma placa alusiva ao legado do seu pai, tendo também sido inaugurado um retrato do ex-secretário na sede da secretaria.

## Atuação política
Tendo iniciado sua militância política como estudante de medicina, atuou no movimento estudantil como membro da organização clandestina Ação Popular – AP, grupo oriundo da Juventude Universitária Católica (JUC), que lutava contra a ditadura militar que dominou o Brasil no período 1964-1985. Posteriormente, filiou-se ao PCdoB – Partido Comunista do Brasil, ao qual manteve-se ligado até o final da sua vida. Foi conselheiro do Conselho Regional de Medicina da Bahia (1988-1998), diretor e presidente do Sindimed - Sindicato dos Médicos da Bahia.